# الغشب
الغشب هي قرية سلطنة عمان، من عوامل ولاية الرستاق. وتمر العديد من الأودية والشراج بها وهي اليوم العمود الفقري لاقتصاد الرستاق ومن القريات التي بها الودادي والمحدث والجروف والعراقي والحلاة وأخيرا السوق أو الشرجة وهي مركز الغشب.